# Chamberlain (South Dakota)
Chamberlain er en amerikansk by og administrativt centrum for det amerikanske county Brule County i staten South Dakota. I 2000 havde byen et indbyggertal på 2.338.
43°48′20″N 99°19′42″V / 43.8056°N 99.3283°V